# USS Chosin (CG-65)
El USS Chosin (CG-65), bautizado así en honor a la batalla del embalse de Chosin, es un crucero lanzamisiles de la clase Ticonderoga de la Armada de los Estados Unidos.

## Construcción

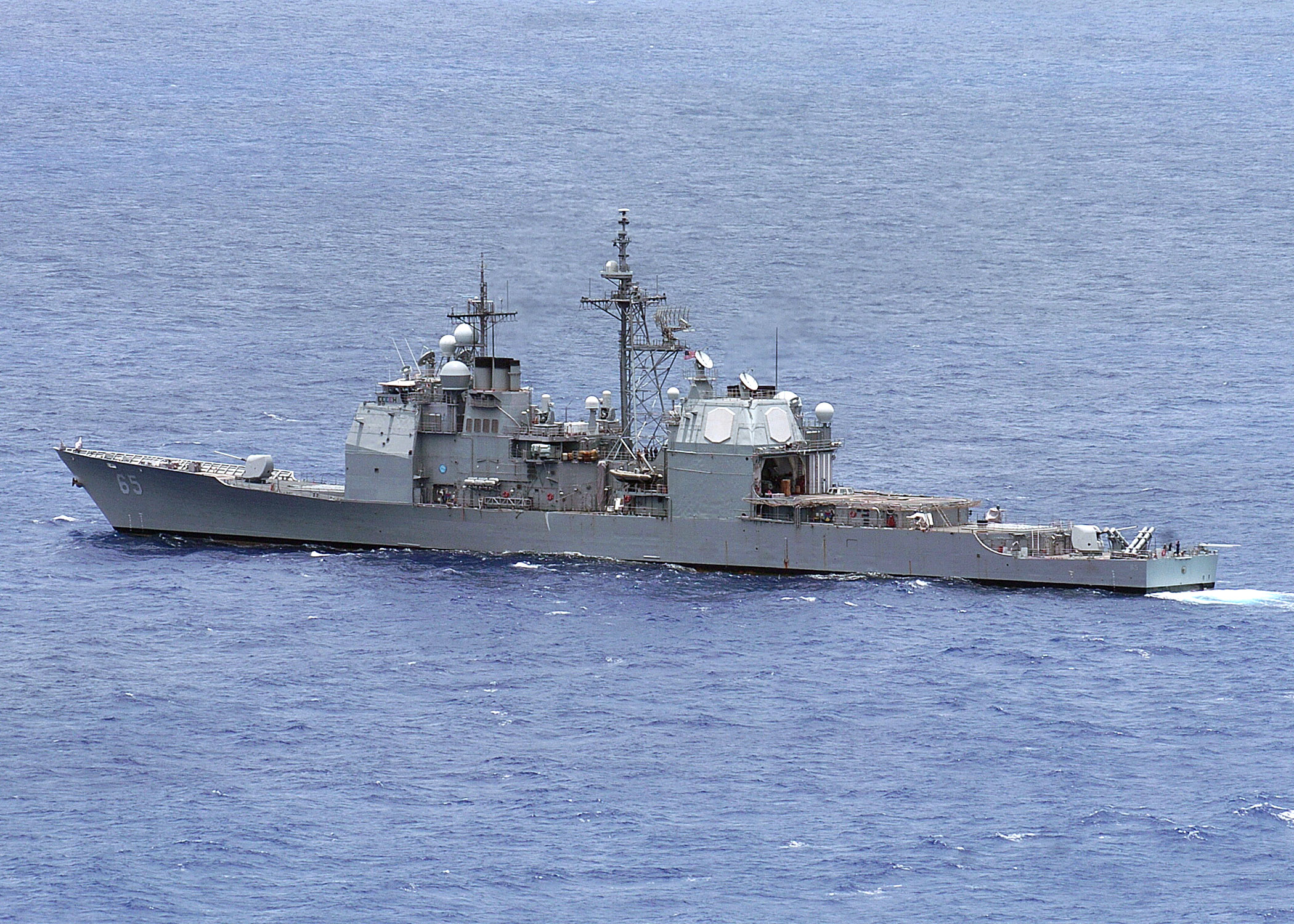
Chosin navegando en el año 2007.

Ordenado el 8 de enero de 1986, iniciado en el Ingalls Shipbuilding (Misisipi) el 22 de julio de 1988. Fue botado el 1 de septiembre de 1989 y asignado el 12 de enero de 1991.

## Historia de servicio
Está asignado a la Flota del Pacífico y su apostadero es la base naval de San Diego (California). En 2016 fue sometido al programa SLEP.

## Nombre
Su nombre USS Chosin honra a la batalla del embalse de Chosin (1950) de la guerra de Corea.